# Pseudacris clarkii
Espèce
Synonymes
- Helocaetes clarkii Baird, 1854
- Hyla clarkii (Baird, 1854)

Statut de conservation UICN

 LC  : Préoccupation mineure
Pseudacris clarkii est une espèce d'amphibiens de la famille des Hylidae.

## Répartition
Cette espèce se rencontre, :
- dans le centre-Sud des États-Unis :
  - au Kansas ;
  - en Oklahoma ;
  - au Texas ;
- dans l'extrême Nord-Est du Mexique :
  - dans le Tamaulipas dans la vallée du Rio Grande.

## Étymologie
Cette espèce est nommée en l'honneur de John Henry Clark (1830-1885).

## Publication originale
- Baird, 1854 : Descriptions of new genera and species of North American Frogs. Proceedings of the Academy of Natural Sciences of Philadelphia, vol. 7, p. 59–62  (texte intégral).